# Alphabet gallois
 (signalé en juillet 2025).
Si vous disposez d'ouvrages ou d'articles de référence ou si vous connaissez des sites web de qualité traitant du thème abordé ici, merci de compléter l'article en donnant les références utiles à sa vérifiabilité et en les liant à la section « Notes et références ».
- Archive Wikiwix
- Bing
- Cairn
- DuckDuckGo
- E. Universalis
- Gallica
- Google
- G. Books
- G. News
- G. Scholar
- Persée
- Qwant
- (zh) Baidu
- (ru) Yandex
- (wd) trouver des œuvres sur Wikidata

L'alphabet gallois (Yr Wyddor) est un dérivé de l'alphabet latin employé pour écrire la langue galloise. Il comporte 28 lettres, dont 7 voyelles, qui sont :
a, b, c, ch, d, dd, e, f, ff, g, ng, h, i, l, ll, m, n, o, p, ph, r, rh, s, t, th, u, w, y.
La lettre J, qui ne se rencontre que dans les mots d'emprunt (essentiellement à l'anglais), est mal acceptée dans l'orthographe galloise, si bien que beaucoup de puristes la remplacent par la combinaison SI, comme dans Siapan (Japan) « Japon ». De même, Z est généralement remplacé par S, comme dans sŵ « zoo ». La lettre K est dans une position semblable, quoique sa redondance avec C la rende encore moins acceptable pour des puristes (cependant, elle était fréquente dans l'orthographe du gallois médiéval). Son utilisation est limitée presque exclusivement dans les mots commençant par kilo-, et même là s'emploient plutôt des orthographes avec C. Les lettres Q, V et X sont remplacées exclusivement par CW, F et CS.
Les sept voyelles du gallois – a, e, i, o, u, w, y – peuvent être surmontées de plusieurs types de diacritiques :
- L'accent circonflexe est le plus courant; il marque les voyelles longues dans certains mots où la longueur de la voyelle n'est pas prévisible par l'orthographe (par exemple, tân « feu », dŵr « eau », tŷ « maison »).
- Le tréma marque la séparation des voyelles qui ne forment pas des diphtongues (par exemple, glöyn « morceau de charbon », copïo « copier »). Il faut noter que le tréma est écrit sur la première voyelle, contrairement à la façon dont il est utilisé en français.
- L'accent aigu marque une accentuation sur la dernière syllabe de certains mots (par exemple, gwacáu « vider », dicléin « déchéance »). Il marque aussi la prononciation vocalique de w en certains cas ambigus (par exemple, gẃraidd « viril » a deux syllabes, mais gwraidd « racine » en a une seule).
- L'accent grave marque les voyelles courtes (non prévisibles par l'orthographe) des mots d'emprunt, en particulier où il existe une ambiguïté (par exemple pàs « permis » de l'anglais pass, distingué de pas « toux »; mẁg « grande tasse » de l'anglais mug, distingué de mwg « fume »).

L'aigu, le grave et le tréma se rencontrent dans très peu de mots et sont souvent omis dans l'écriture courante. On ne considère pas les voyelles diacritées comme lettres distinctes. 
Bien que les lettres ch, dd, ff, ng, ll, ph, rh, th soient chacune écrites avec deux signes (ce sont des digrammes), on les considère comme des lettres uniques. Par conséquent, chaque digramme occupe une seule case dans les mots croisés gallois. Par exemple, le nom de Llanelli, une ville du sud du Pays de Galles, comporte seulement 6 lettres en gallois, comparé à 8 lettres en anglais ; celui de la petite ville de Llanfairpwllgwyngyllgogerychwyrndrobwllllantysiliogogogoch a 58 lettres en anglais, mais 51 en gallois (dans l'un ou l'autre cas, c'est le nom de lieu le plus long d'Europe).
Ce traitement particulier des digrammes comme lettres uniques a aussi des conséquences pour le classement alphabétique : par exemple, la vient avant ly, qui vient avant lla, qui vient avant ma. Le tri peut de temps en temps être compliqué par des considérations morphologiques, car il distingue les digrammes véritables d'une juxtaposition de lettres fortuite dans un mot composé ; par exemple llon « joyeux » vient après llong « navire »  (dans lequel le ng est la lettre entre g et h) mais avant llongyfarch « félicitation » (dans lequel le n et le g sont des lettres séparées : le mot est à segmenter llon-gyfarch).